# Grzyby uprawne

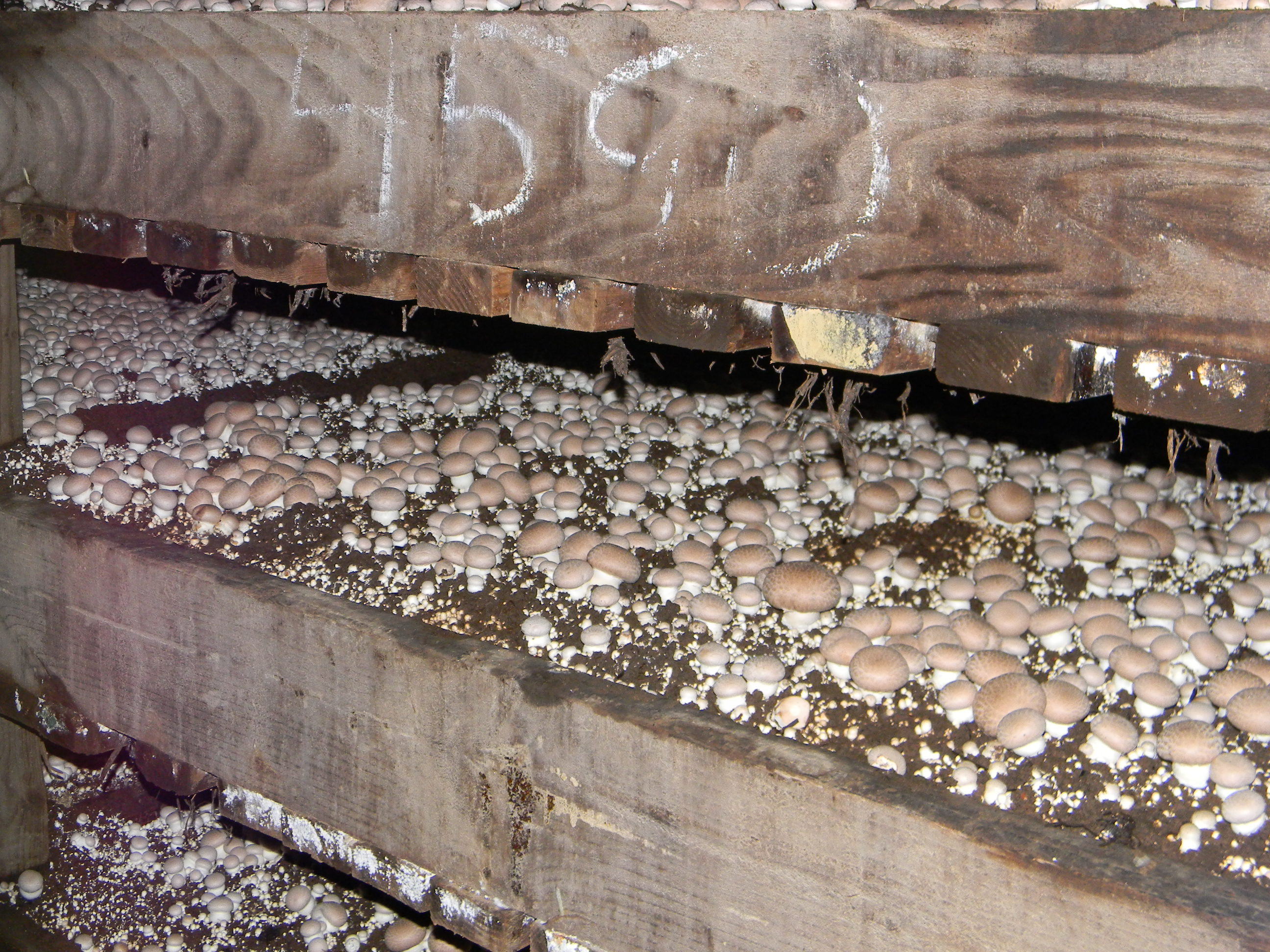
Przemysłowa uprawa pieczarki dwuzarodnikowej

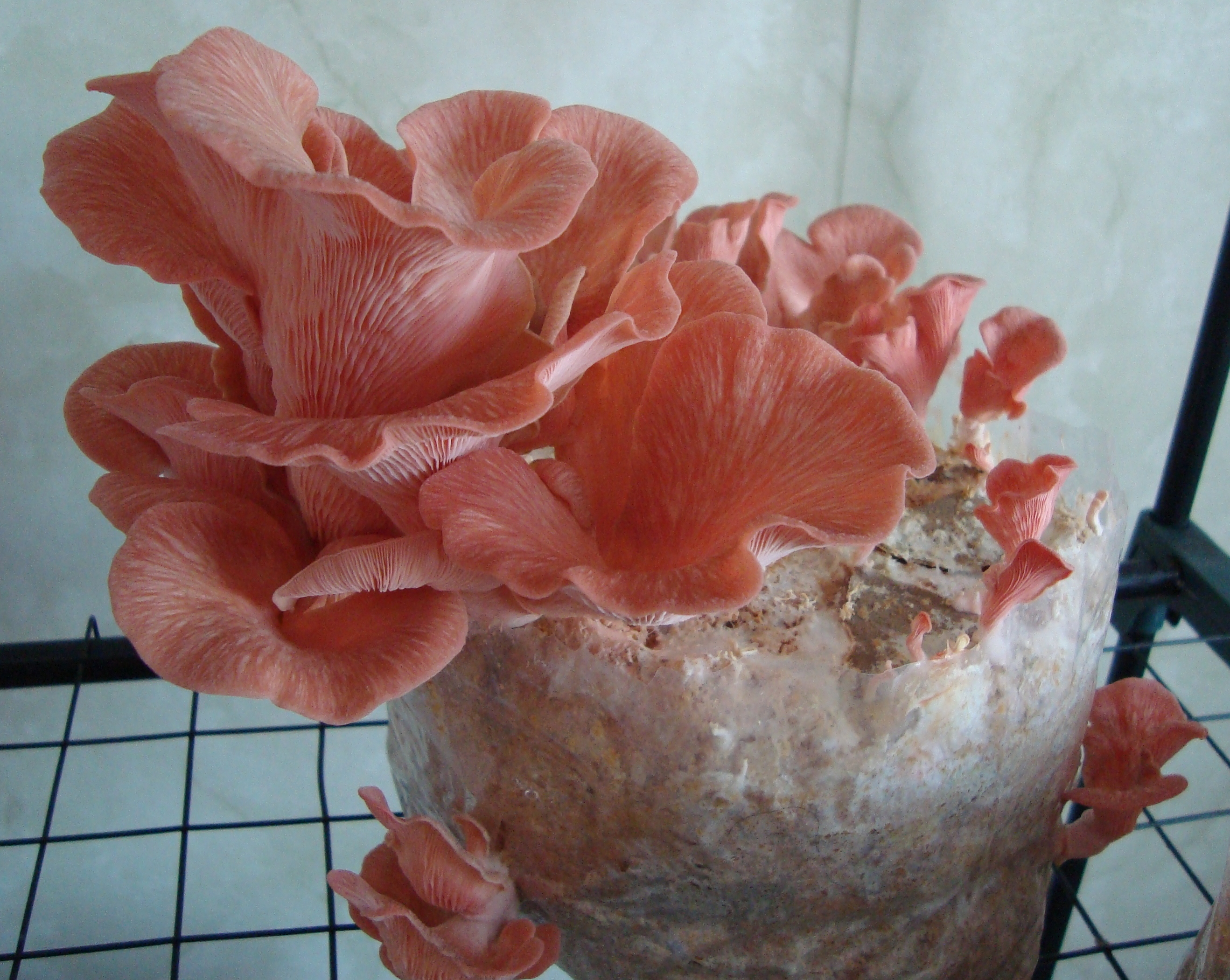
Boczniak różowy owocnikujący na kostce (ang. patch)

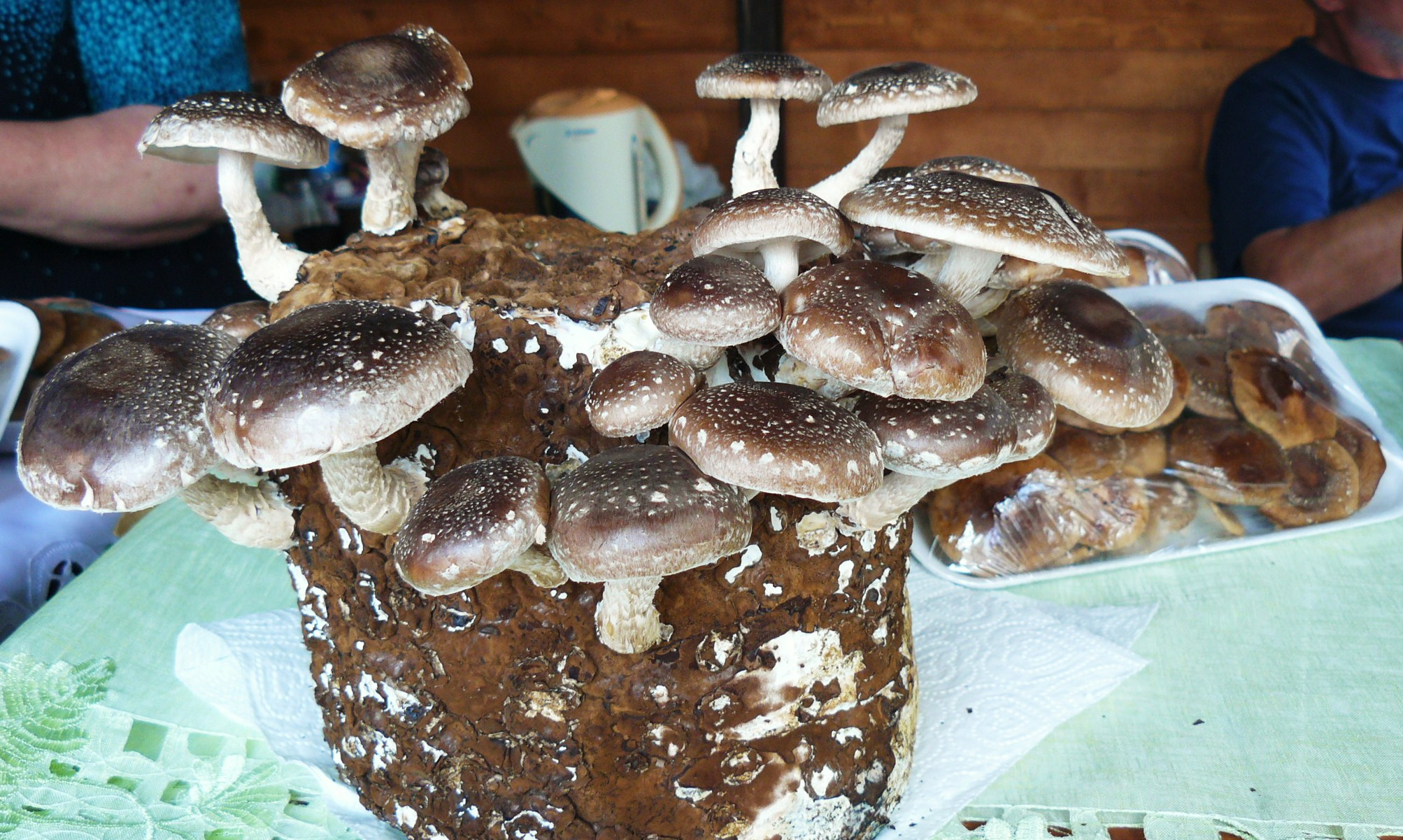
Twardnik japoński owocnikujący na kostce (ang. patch)

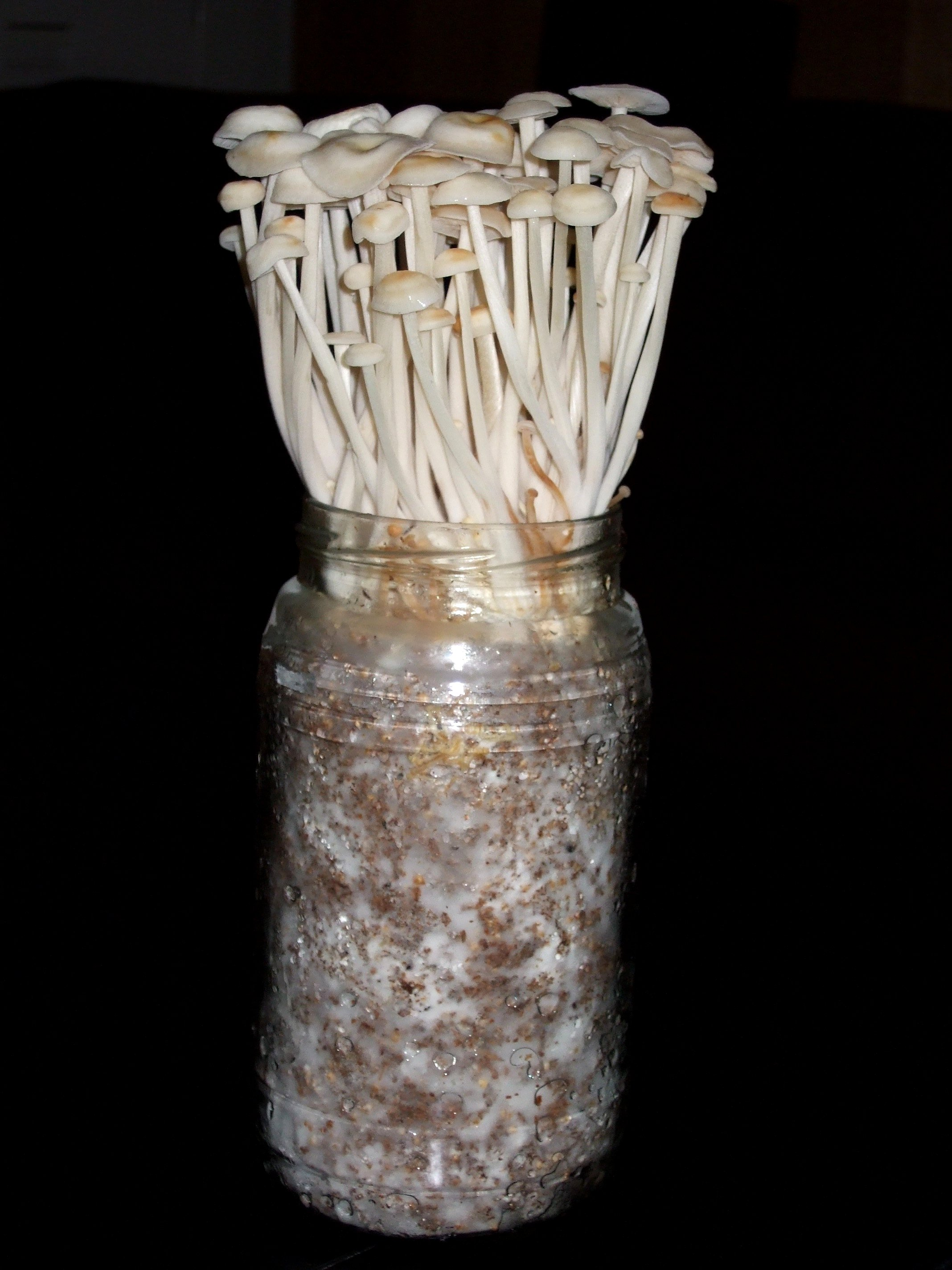
Płomiennica (enokitake) owocnikująca na ziarnie. Nienaturalnie długie trzony uzyskuje się dzięki ograniczeniu dostępu powietrza.

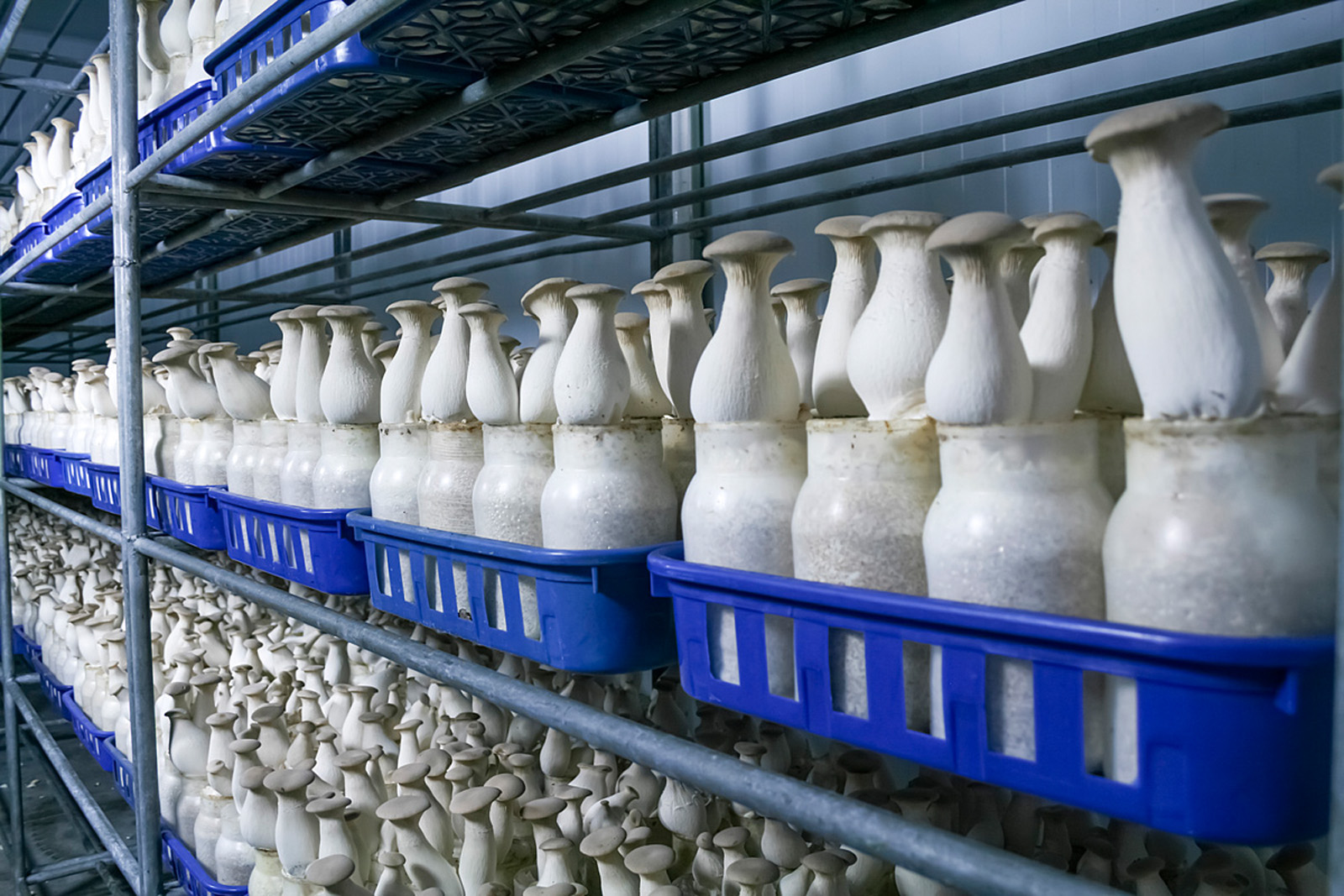
Uprawa boczniaka mikołajkowego w butelkach

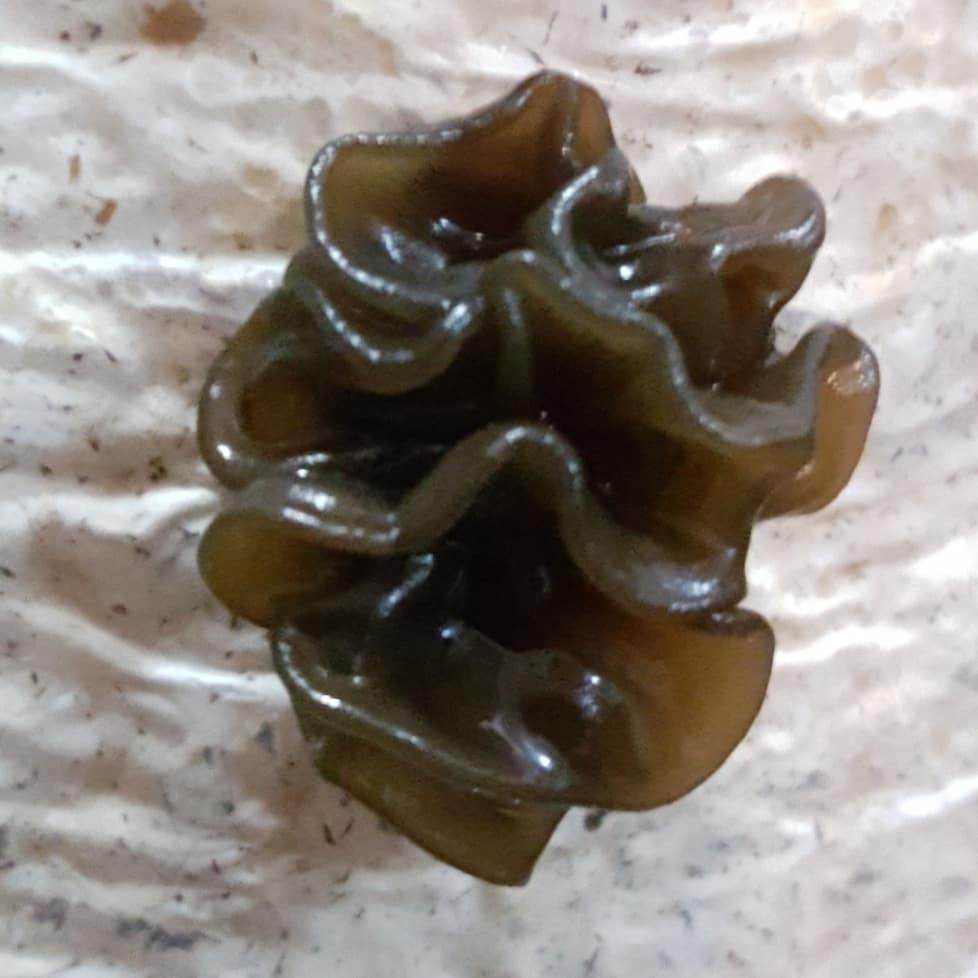
Uszak bzowy wyrastający z torby

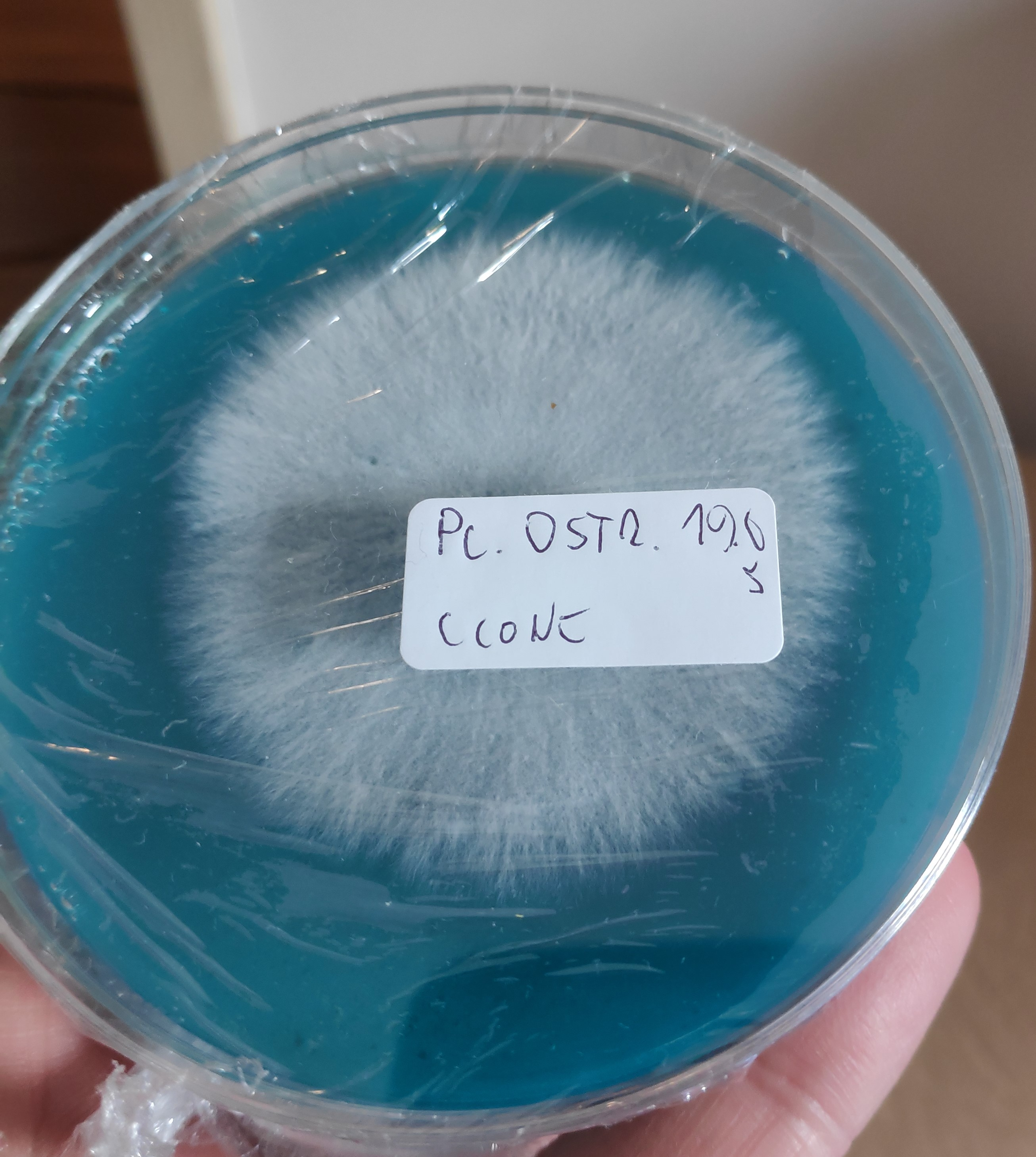
Grzybnia boczniaka ostrygowatego na agarze

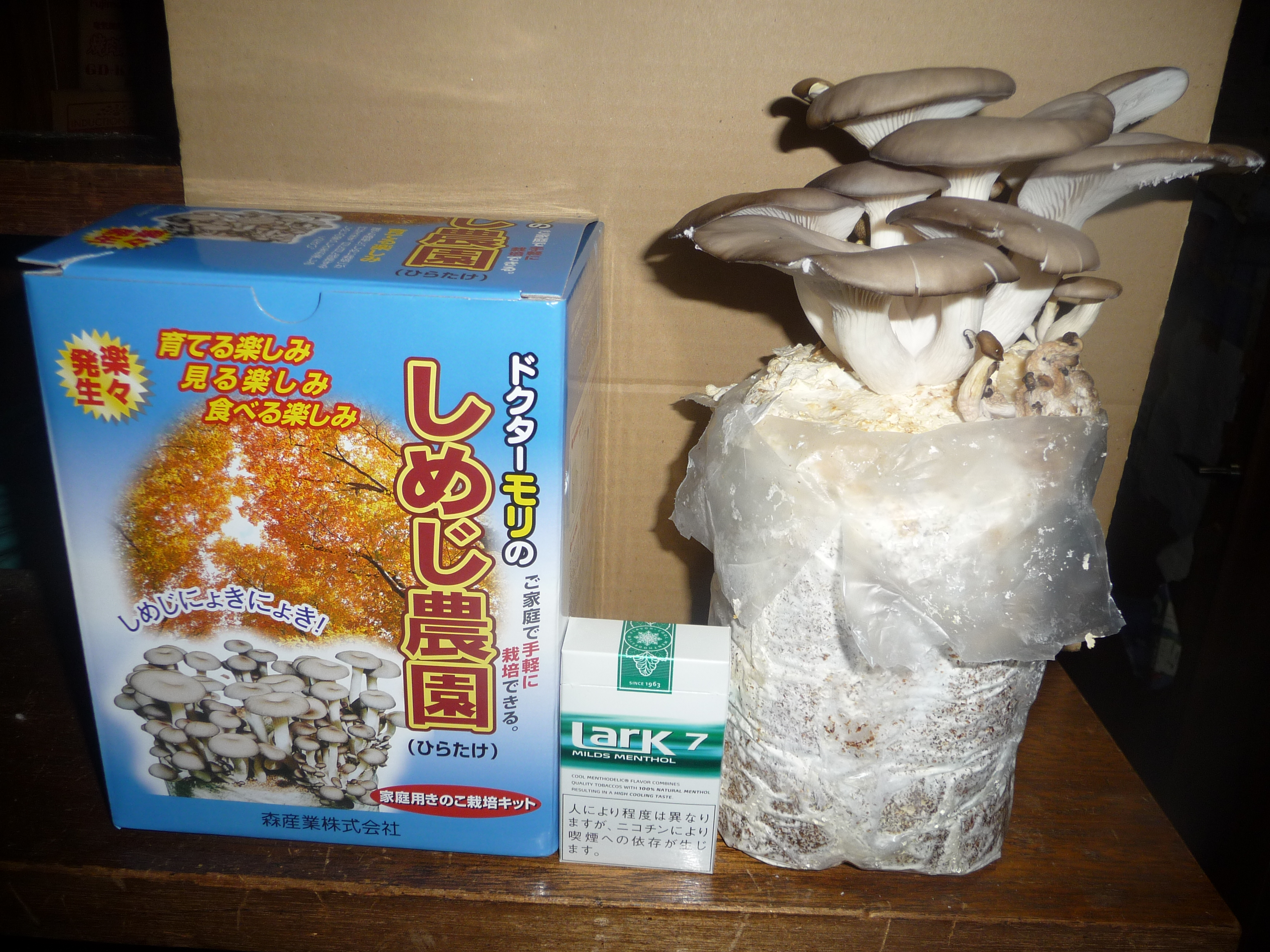
Zestaw do domowej uprawy boczniaka łyżkowatego

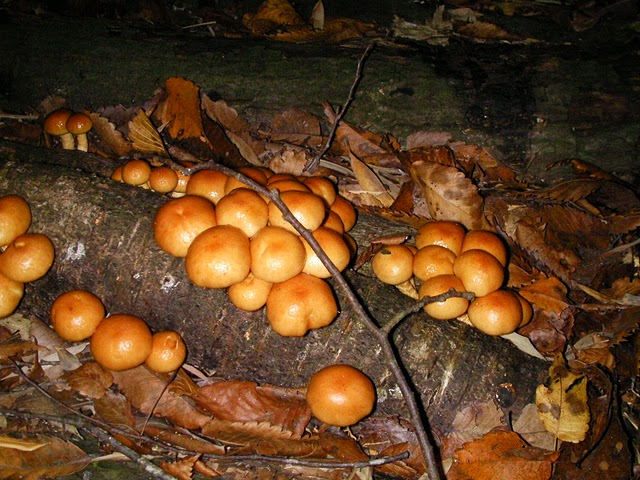
Domowa uprawa łuskwiaka nameko na pniu

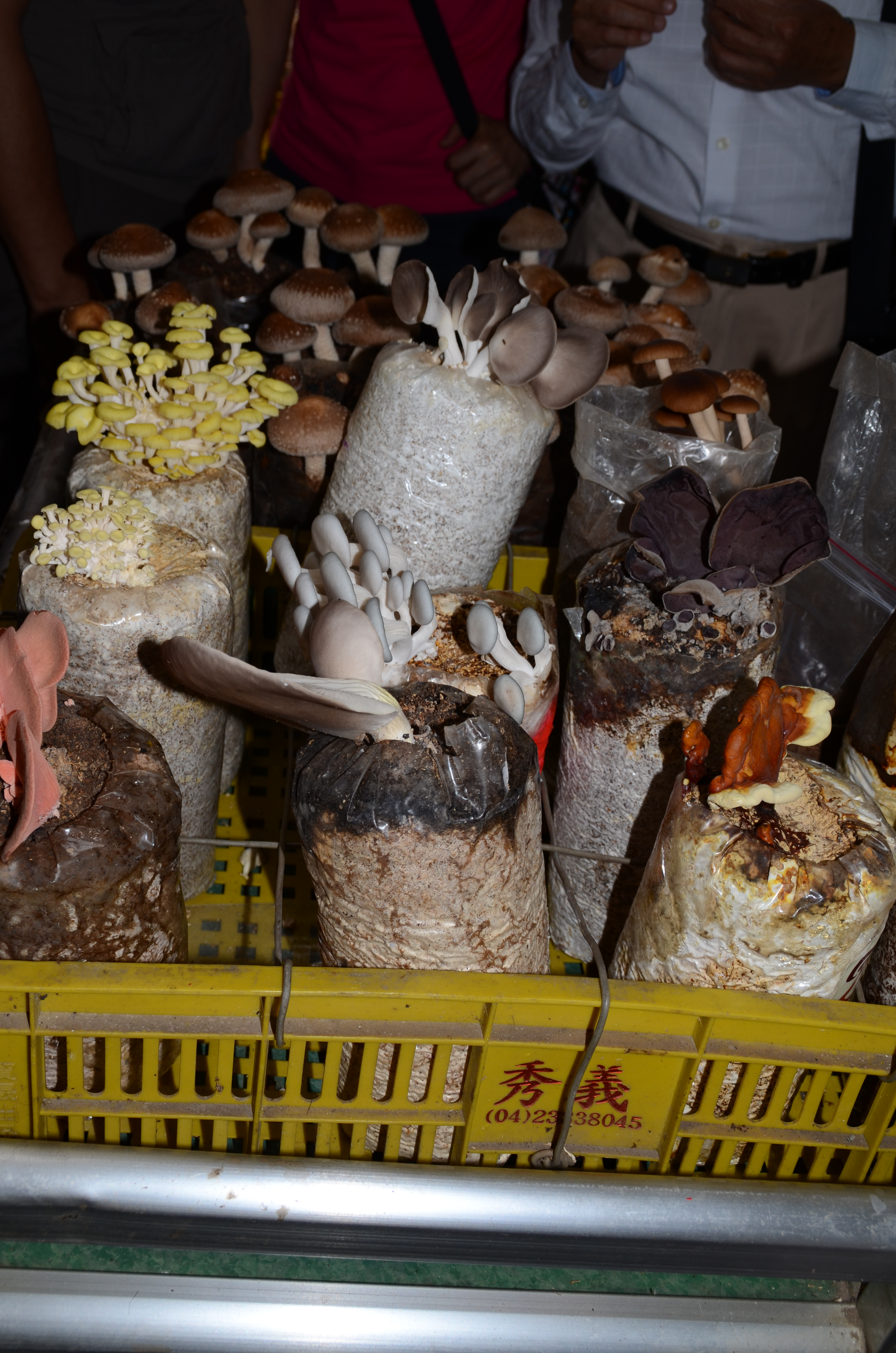
Grzyby wielu gatunków

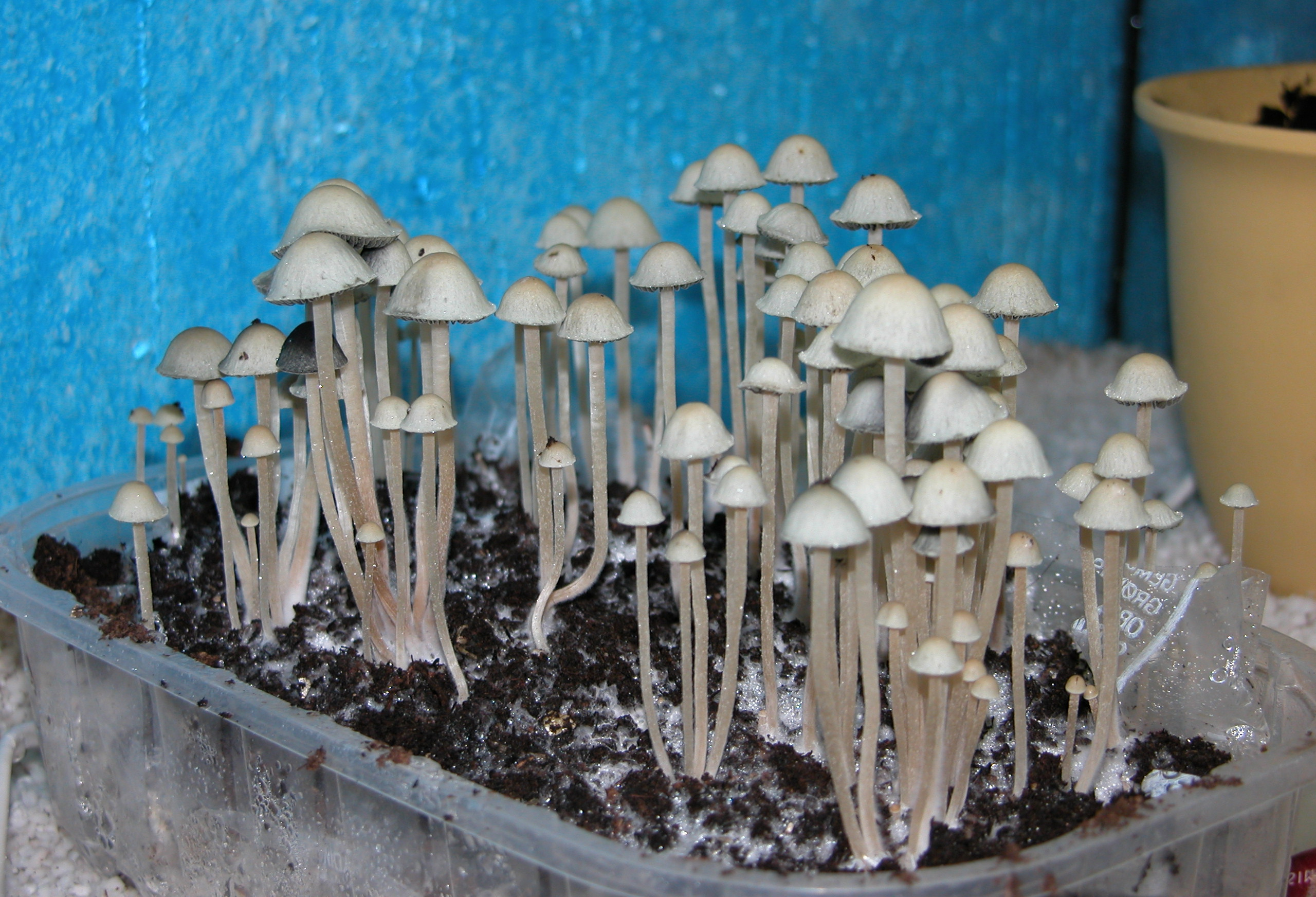
Panaeolus cyanescens

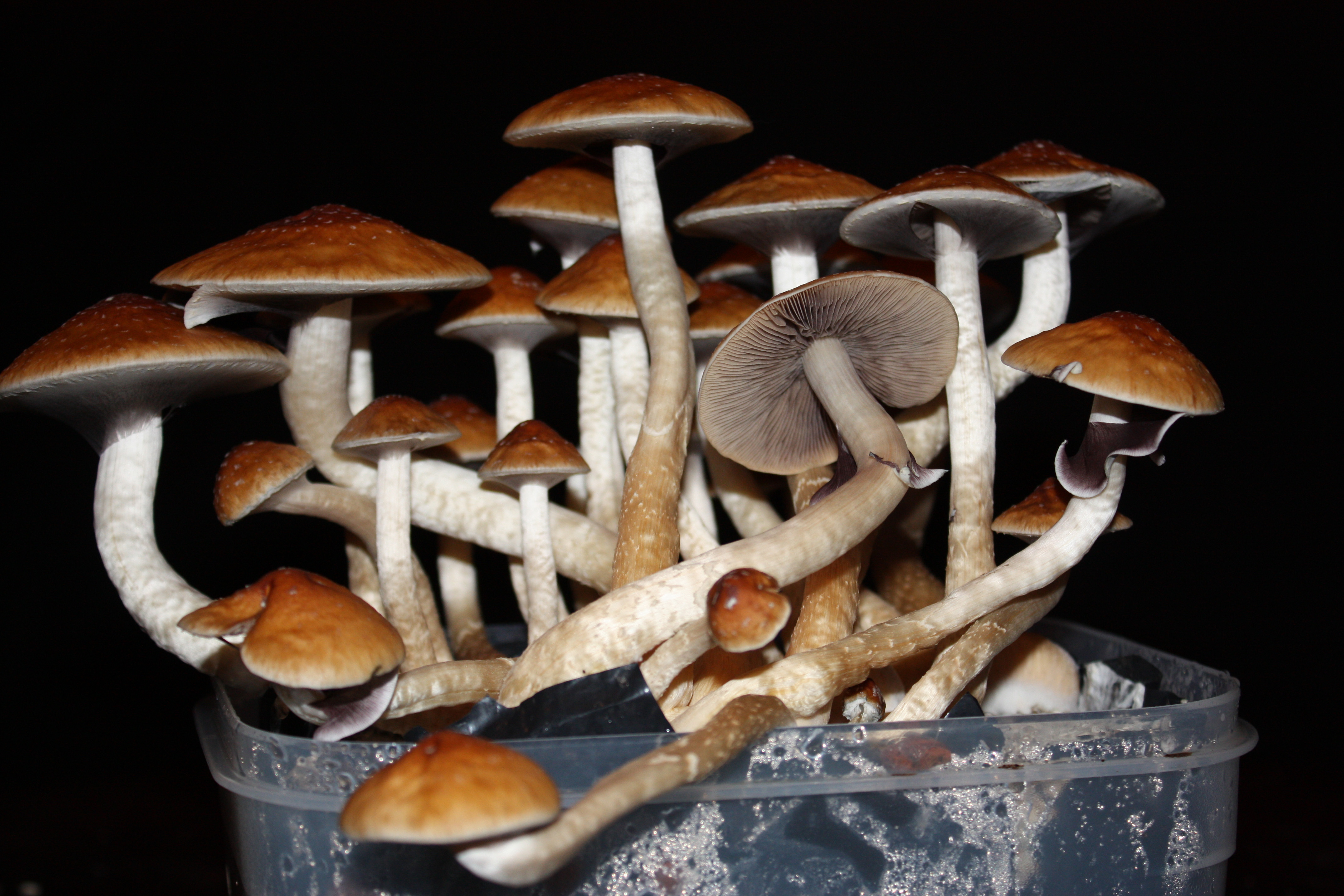
Psilocybe cubensis (odmiana Golden Teacher)

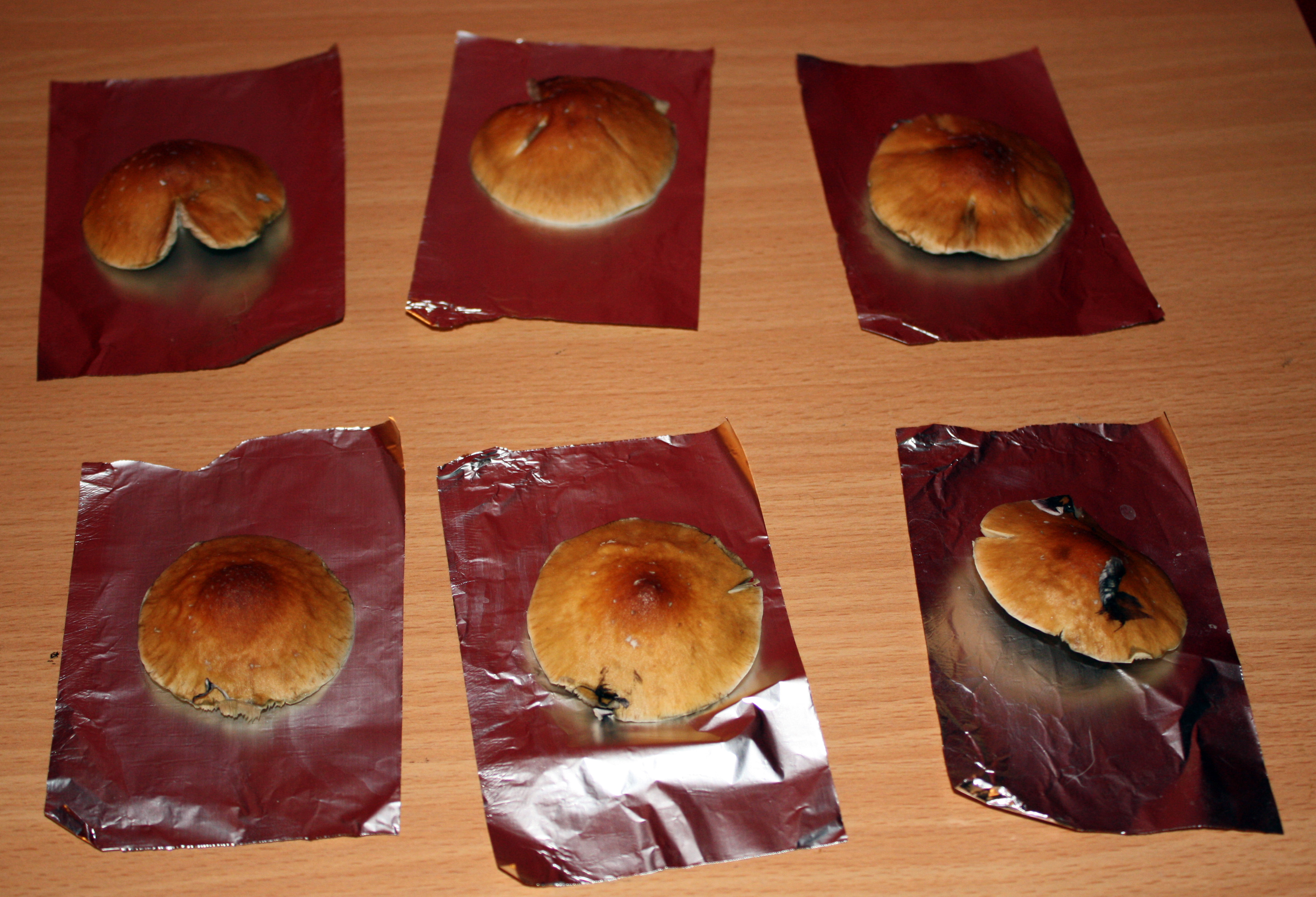
Zbieranie wysypu zarodników z Psilocibe cubensis. Takie zarodniki mogą zostać wykorzystane do rozpoczęcia nowej uprawy.

Grzyby uprawne – grzyby celowo uprawiane, głównie w celach kulinarnych, ale niektóre gatunki są uprawiane na potrzeby produkcji substancji aktywnych. Najczęściej są to grzyby saprotroficzne z typu podstawczaków Basidiomycota oraz grzyby strzępkowe uprawiane w celu uzyskania substancji czynnych do produkcji leków. Uprawa grzybów z typu workowców, grzybów pasożytniczych lub mykoryzowych ma znikome znaczenie ekonomiczne.

## Historia
Pierwsze opisane uprawy grzybów z rodzaju Auricularia (uszak) pochodzą z okresu dynastii Tang w Chinach. W roku 1209 opisano duże uprawy shiitake w Chinach na terenie obecnej prefektury Lishui.
Pieczarka dwuzarodnikowa
W Europie pierwsze wzmianki o uprawie grzybów datuje się na rok 1707, gdy francuski botanik Joseph Pitton de Tournefort opisał metodę uprawy pieczarki dwuzarodnikowej Agaricus bisporus. Początkowo grzybnię mającą skolonizować substrat uzyskiwano z bieżni młyńskiej, jednak metoda ta charakteryzowała się niską skutecznością. W 1831 w Anglii po raz pierwszy zaproponowano całoroczną uprawę pieczarek w budynkach. Następnym krokiem w rozwoju uprawy pieczarki dwuzarodnikowej było wynalezienie zaszczepiacza obornikowego w XIX wieku, który był uzyskiwany przez pozwolenie grzybni przerosnąć stertę obornika, który był następnie mieszany z substratem. W latach 30. XX wieku opracowano metodę uprawy grzybni na wysterylizowanym oborniku w butelce. Butelka była rozbijana by pozyskać z niej zaszczepiacz. Później zamiast obornika wykorzystywano liście tytoniu, a następnie ziarno, które pozostaje dziś najbardziej popularnym zaszczepiaczem.
Grzyby z rodzaju boczniak
Pierwszej uprawy boczniaka ostrygowatego dokonano w 1917 w Niemczech na pniach drzew. W 1951 udało się wyhodować boczniaki na sianie. Głównym substratem w USA dla hodowli boczniaków są słoma pszenicy i łuski bawełniane.
Grzyby psylocybinowe
Poradniki domowej uprawy grzybów psylocybinowych pojawiły się roku 1968. Do roku 1981 sprzedano ponad sto tysięcy kopii poradnika uprawy Psilocybin: Magic Mushroom Grower’s Guide. Na początku lat 90. Robert McPherson, posługujący się pseudonimem Psylocybe Fanaticus, opracował metodę uprawy PF Tek, która umożliwiła uprawę grzybów w warunkach domowych bez specjalistycznego sprzętu (dotychczasowe metody domowej uprawy wymagały m.in. sterylizacji ziarna szybkowarem pozwalającym osiągnięcie temperatury 121 °C i budowy komory laminarnej). Wzrost spożycia grzybów psylocybinowych w XXI wieku przypisuje się łatwości uprawy i rozpowszechnieniu informacji na jej temat w internecie.
Grzyby mykoryzowe
Pierwszą metodę uprawy grzybów mykoryzowych wymyślił Francuz Joseph Talon, który odkrył, że sadzonki zasadzone pod dębami, pod którymi znajdywano trufle czarnozarodnikowe, po 5–20 latach też dadzą nowe trufle. Podobne techniki zastosowano do uprawy trufli letniej i Lyophyllum shimeji.

## Znaczenie ekonomiczne
Grzybami uprawnymi o największym znaczeniu ekonomicznym są pieczarki i boczniaki. Uprawa grzybów stanowi mały procent produkcji rolniczej w Stanach Zjednoczonych, o łącznej wartości 1,2 miliarda dolarów (z 132 miliardów dolarów PKB generowanych przez gospodarstwa rolnicze) i w tym kraju pozostaje skupiona głównie w hrabstwo Chester.
W ciągu ostatnich 60 lat, produkcja grzybów w Stanach Zjednoczonych wzrosła sześciokrotnie w latach 1967–2017, zaś na świecie wzrosła ponad trzydziestokrotnie w latach 1978–2013. 87% tej produkcji odbywa się w Chinach
Ponad połowa produkcji trufli czarnozarodnikowej pochodzi z plantacji.
Ekonomiści wskazują na potencjał uprawy grzybów w redukcji ubóstwa wśród rolników w krajach rozwijających się, zwłaszcza wobec możliwości ich uprawy na odpadach rolniczych.
Najważniejsze ekonomicznie grzyby uprawne to pieczarka dwuzarodnikowa, twardnik japoński, gatunki z rodzaju Pleurotus (boczniak), gatunki z rodzaju Auricularia (uszak), pochwiak wielkopochwowy, gatunki z rodzaju Flammulina (płomienica).
Wykorzystany substrat po uprawie grzybów może być wykorzystany na różne sposoby, w tym jako nawóz, dodatek do karmy zwierząt lub składnik substratu do dalszej uprawy.

## Prawo
W Polsce uprawa grzybów na powierzchniach powyżej 25 metrów kwadratowych jest działem specjalnym produkcji rolnej. Większość krajów europejskich nie ma specyficznych regulacji w sprawie uprawy grzybów. Nie istnieją też regulacje unijne w sprawie samej uprawy grzybów, choć istnieją regulacje w sprawie jakości sprzedawanych grzybów.
Uprawa grzybów psylocybinowych jest w Polsce prawdopodobnie nielegalna jako wytwarzanie nielegalnej substancji. Na świecie status prawny uprawy grzybów psylocybinowych waha się od zakazu posiadania nawet zarodników (Norwegia, niektóre stany USA) do pełnej legalności (Jamajka).

## Zagrożenia zdrowotne związane z uprawą grzybów
Osoby pracujące przy uprawie grzybów mogą zachorować na alergiczne zapalenie pęcherzyków płucnych, w literaturze angielskiej często określane mianem mushroom worker’s lung. Źródłem choroby mogą być bakterie żyjące w substracie, ale także zarodniki grzybów, zwłaszcza boczniaków. Reakcja alergiczna na zarodniki jednego gatunku zwykle nie wiąże się z reakcją na inne gatunki. Leczenie obejmuje zaprzestanie kontaktu z alergenem, może być konieczne włączenie leczenia kortykosteroidami. Zapobiegać rozwojowi choroby można przez zwiększenie przepływu powietrza przez pomieszczenie lub wyposażenie pracowników w maski przeciwpyłowe klasy P3.

## Składniki odżywcze substratów
Węgiel
Związki węgla są praktycznie jedynym źródłem energii dla heterotroficznych organizmów żywych. Większość uprawianych grzybów energię czerpie z trawienia celulozy, ligniny, hemicelulozy lub skrobi.
Azot
Preferowanymi źródłami azotu dla grzybów są jon amonowy, glutamina i azotany. Stosunek dostępnego węgla do azotu reguluje pracę i ekspresję enzymów trawiących celulozę. Grzyby z rodzaju boczniak mogą żyć w symbiozie z bakteriami pobierającymi azot z powietrza (diazotrofia). Najpopularniejszym źródłem azotu w komercyjnej uprawie grzybów są otręby.
Fosfor
Preferowanym źródłem fosforu dla grzybów są ortofosforany i organiczne związki fosforu. Grzyby mogą także absorbować fosfor z nieorganicznych źródeł, takich jak fosforan wapnia.
Siarka
Grzyby przyswajają zarówno siarkę nieorganiczną (preferencyjnie w postaci siarczanów), jak i organiczną, związaną w aminokwasach siarkowych.
Potas
Potas jest niezbędny dla wzrostu grzybów, jednak jego niedobór praktycznie się nie zdarza, ze względu na dużą zawartość potasu w odpadach rolniczych.
Magnez
Magnez jest jednym z makroelementów niezbędnych dla wzrostu grzybów. Dodatek mocznika może utrudniać pobieranie magnezu z substratu.
MikroelementyWapń, żelazo, miedź, mangan, cynk, molibden, chrom, selen

## Rola światła w uprawie
Wiele gatunków grzybów potrzebuje światła do owocowania lub prawidłowego formowania owocników. Czerwone światło o długości fali 620-680nm stymuluje wytwarzanie owocników u twardziaka japońskiego w warunkach niedoboru wapnia. Światło rozpoczyna tworzenie owocników między innymi u boczniaka ostrygowatego, boczniaka mikołajkowatego, twardziaka japońskiego. Wiele gatunków lepiej radzi sobie pod niebieskim oświetleniem LED. Są to m.in. twardziak japoński, płomiennica zimowa, Hypsozigus marmoreus, żagwica listkowata, łuskwiak nameko, boczniak mikołajkowaty.
Ekspozycja grzybów na promieniowanie UVB powoduje powstawanie znaczących ilości witaminy D, głównie w postaci D2. 100 gramów grzybów oświetlanych promieniowaniem UVB zawiera przynajmniej 10µg witaminy D2, co odpowiada dziennemu zapotrzebowaniu na tę witaminę.

## Znaczenie ekologiczne uprawy grzybów
Grzyby są ważnymi bioremediatorami. Szczególnie duże nadzieje budzą ich zdolności w zakresie kumulacji metali ciężkich, gdyż są one wyjątkowo odporne na kumulację metali ciężkich w ich komórkach, dzięki chelatacji i gromadzeniu ich w ścianie komórkowej. Grzyby takie jak Candida utilis lub Saccharomyces cerevisiae mogą gromadzić uran w ilości do 15% masy grzybni. Usuwanie jonów metali ciężkich z użyciem grzybów jest opłacalne. Badania w Ghanie pokazały, że boczniaki sprzedawane tam mogą mieć przekroczone dopuszczalne normy metali ciężkich. Eksperymenty z odzyskiwaniem złota z elektroniki z użyciem grzybni przyniosły obiecujące efekty.
Enzym hydrataza cyjankowa pozyskiwana z grzybów z rodzaju Gibberella lub Neurospora może być używany do rozkładu cyjanków. Efektem końcowym rozkładu jest formamid
Boczniak ostrygowaty może trawić polietylen wystawiony na działanie światła słonecznego. Z powodzeniem uprawiano też boczniaka ostrygowatego na zużytych pieluchach. Grzyby z rodzajów Aspergillus i Penicillium są zdolne trawić garbniki Grzyby z rodzajów Deuteromycota i Trametes mogą rozkładać melanoidynę, odpad po rafinacji cukru.

## Uprawa grzybów mikroskopijnych
Z grzybów mikroskopijnych pozyskuje się leki i substancje aktywne, takie jak:
- Lowastatyna (wytwarzana przez Aspergillus terreus)[56]
- Gryzeofulwina (wytwarzana przez gatunki z rodzaju Penicillium)[57]
- Pneumokandynę B0, prekursor Kaspofunginy (wytwarzana przez Glarea lozoyensis)
- Insulinę (produkowaną przez modyfikowane genetycznie drożdże)
- Prekursory artemizyny[58]

Przemysłowo wykorzystuje się grzyby mikroskopijne do produkcji takich substancji jak:
- Ryboflawina (Eremothecium gossypii)[59]
- Erytrytol (Moniliella pollinis, Moniliella megachiliensis, Yarrowia lipolytica)[60]

## Grzyby uprawiane na substratach kompostowych
Część grzybów jest hodowana na substratach kompostowych. Kompost zawiera bakterie stymulujące produkcję owocników. Często stosuje się obornik. Większość grzybów z tej kategorii może owocować w obecności węgla aktywnego, jednak plony są niższe.
- Panaeolus cyanescens[64] (grzyb psylocybinowy; nielegalny w Polsce)
- Pieczarka dwuzarodnikowa Agaricus bisporus[65]
- Agaricus subrufescens[66]
- Pieczarka łąkowa Agaricus campestris – nieuprawiana komercyjnie ze względu na problemy z przechowywaniem owocników.
- Pieczarka brazylijska Agaricus blazei[33]

## Grzyby uprawiane na substratach lignocelulozowych
Znacznie więcej gatunków nie wymaga kompostu do owocowania, a owocnikowanie następuje najczęściej pod wpływem wysychania powierzchni grzybni. Grzyby można uprawiać na trocinach (standardowy substrat dla shiitake), słomie (boczniak ostrygowaty), pniach drzew żywych (opieńka miodowa) lub martwych (boczniaki). Niemal każdy produkt zawierający celulozę może zostać użyty, nawet pieluchy.
Od lat 30. grzybnię początkowo hoduje się w sterylnych warunkach na wysterylizowanym ziarnie (np. żyta), przygotowywując tzw. zaszczepiacz. Następnie zaszczepiacz jest mieszany z właściwym substratem i dopiero wtedy następuje owocnikowanie. Jest możliwe owocnikowanie z samego zaszczepiacza.
Grzyby rosnące na pniach drzew martwych i żywych zaszczepia się z użyciem kołków drewnianych przerośniętych grzybnią.
- Grzyby z rodzaju Agrocybe
  - Polówka wiązkowa[68] (Agrocybe aegerita)
- Grzyby z rodzaju boczniak
  - Boczniak cytrynowy (Pleurotus citrinopileatus)[69]
  - Boczniak mikołajkowy (Pleurotus eryngii)[69]
  - Boczniak ostrygowaty (Pleurotus ostreatus)[69]
  - Boczniak rowkowanotrzonowy (Pleurotus cornucopiae)[69]
  - Boczniak różowy (Pleurotus djamor)[69]
  - Boczniak łyżkowaty (Pleurotus pulmonarius)[69]
  - Truflowy boczniak królewski (Pleurotus tuber regium)[33]
  - Pleurotus cystidiosus[36]
- Calocybe indica[70]
- Bokownik wiązowy (Hypsizygus ulmarius)[71]
- Hypsizygus tessellatus[72] (shimeji)
- Lakownica żółtawa (Ganoderma lucidum)[73]
- Maślanka łagodna (Hypholoma capnoides)[74]
- Opieńka miodowa (Armillaria mellea)[75]
- Pieczarka dwuzarodnikowa (Agaricus bisporus)[76]
- Agaricus lapidescens[33]
- Pierścieniak uprawny (Stropharia rugosoannulata)[77]
- Gatunki z rodzaju Psilocybe (główna grupa grzybów psylocybinowych):
  - Psilocybe cubensis[78]
  - Psilocybe mexicana[79]
  - Psilocybe samuiensis[80]
- Soplówka jeżowata (Hericium erinaceus)[81]
- Twardnik japoński(Lentinula edodes)[68]
- Uszak bzowy (Auricularia auricula-judae)[68]
- Wrośniak różnobarwny (Trametes versicolor)[82]
- Łuskwiak zmienny (Kuehneromyces mutabilis)[74]
- Liczne gatunki z rodzaju Tremella (trzęsak)[74]
  - Trzęsak morszczynowaty (Tremella fuciformis)[83]
- Gatunki z rodzaju płomiennica
  - Płomiennica zimowa (Flammulina velutipes)[84]
  - Flammulina filiformis[85]
- Pochwiak wielkopochwowy (Volvariella volvacea)
- Żagwica listkowata (Grifola frondosa)[83]
- Żagiew wielogłowa (Polyporus umbellatus)[86]
- Gatunki z rodzaju Morchella (smardz)[87] – małe znaczenie ekonomiczne ze względu na niskie plony
- Czubajka kania (Macrolepiota procera)
- Gatunki z rodzaju łuskwiak
  - Pholiota nameko[83]
  - Łuskwiak tłustawy (Pholiota adiposa)
- Omphalotus nidiformis (niejadalny; uprawiany dla celów ozdobnych ze względu na bioluminescencję)
- Omphalotus olearius (niejadalny; uprawiany dla celów ozdobnych ze względu na bioluminescencję)
- Lignosus rhinocerus[33]

Cały czas opisywane są metody uprawy nowych gatunków, np. w 2012 polscy naukowcy opisali metodę uprawy żółciaka siarkowego Laetiporus sulphureus.

## Uprawa grzybów mykoryzowych
Grzyby mykoryzowe wymagają obecności korzeni rośliny do rozwoju lub owocnikowania. Mykoryza może być fakultatywna lub obligatoryjna, może być niezbędna do wzrostu grzybni lub owocnikowania. Uprawa grzybów mikoryzowych ma dość małe znaczenie ekonomiczne. W przypadku większości grzybów mykoryzowych nigdy nie udało się uzyskać zbiorów pozwalających na opłacalną uprawę, mimo pewnych sukcesów w warunkach laboratoryjnych.
Gatunki grzybów mykoryzowych uprawiane komercyjnie:
- Grzyby z rodzaju Tuber
  - Trufla letnia (t. czarna) Tuber aestivum[11]
  - Trufla biała Tuber magnatum[11]
  - Trufla zimowa Tuber brumale[11]
  - Trufla czarnozarodnikowa Tuber melanosporum[11]
- Borowik szlachetny Boletus edulis[11]
- Gąska sosnowa Tricholoma matsutake[11]
- Pieprznik jadalny Cantharellus cibarius[11]